# Automóvil adaptado

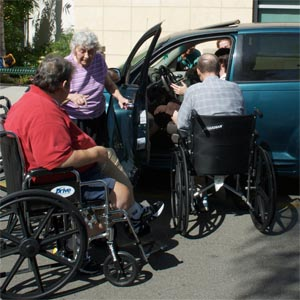
Asistentes de la conferencia de la Mutual Aid Amputee Foundation examinando controles manuales.

Un automóvil adaptado es un automóvil preparado para facilitar su uso por personas con discapacidad. Los automóviles, ya sean un coche o una furgoneta, se pueden adaptar a una amplia gama de discapacidades físicas.

## Controles manuales
Los pedales se pueden elevar o ser reemplazados por dispositivos controlados a mano. Los controles manuales de automoción para discapacitados permiten ajustar el acelerador, así como aplicar los frenos, de forma similar a los pedales de pie. Los controles manuales se están probando utilizando las directrices del SAE para los controles de conductor de automóvil adaptado, que exigen exposición a la intemperie, vibración y pruebas de ciclo.
Las cajas de cambios automáticos y adaptaciones ergonómicas, como por ejemplo un cojín de soporte lumbar, también puede ser necesaria.

## Acceso con silla de ruedas

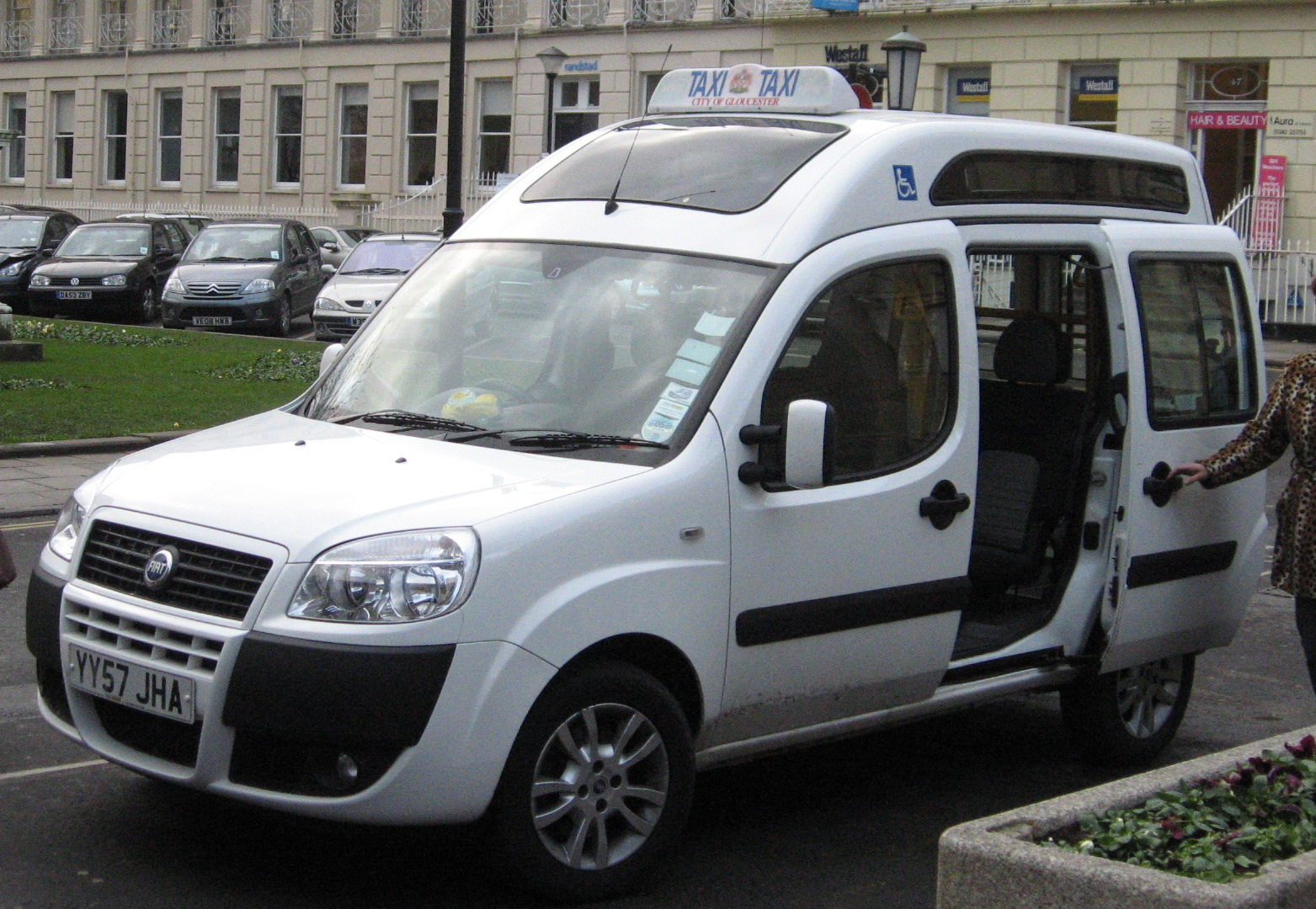
Un taxi en silla de ruedas adaptada en Cheltenham, RU.

Los elevadores para sillas de ruedas, las rampas o las grúas, se pueden personalizar de acuerdo a las necesidades del conductor.
Una tabla de transferencia o un asiento elevador facilitan el paso desde la silla de ruedas al vehículo.